# مستعر تكافلي

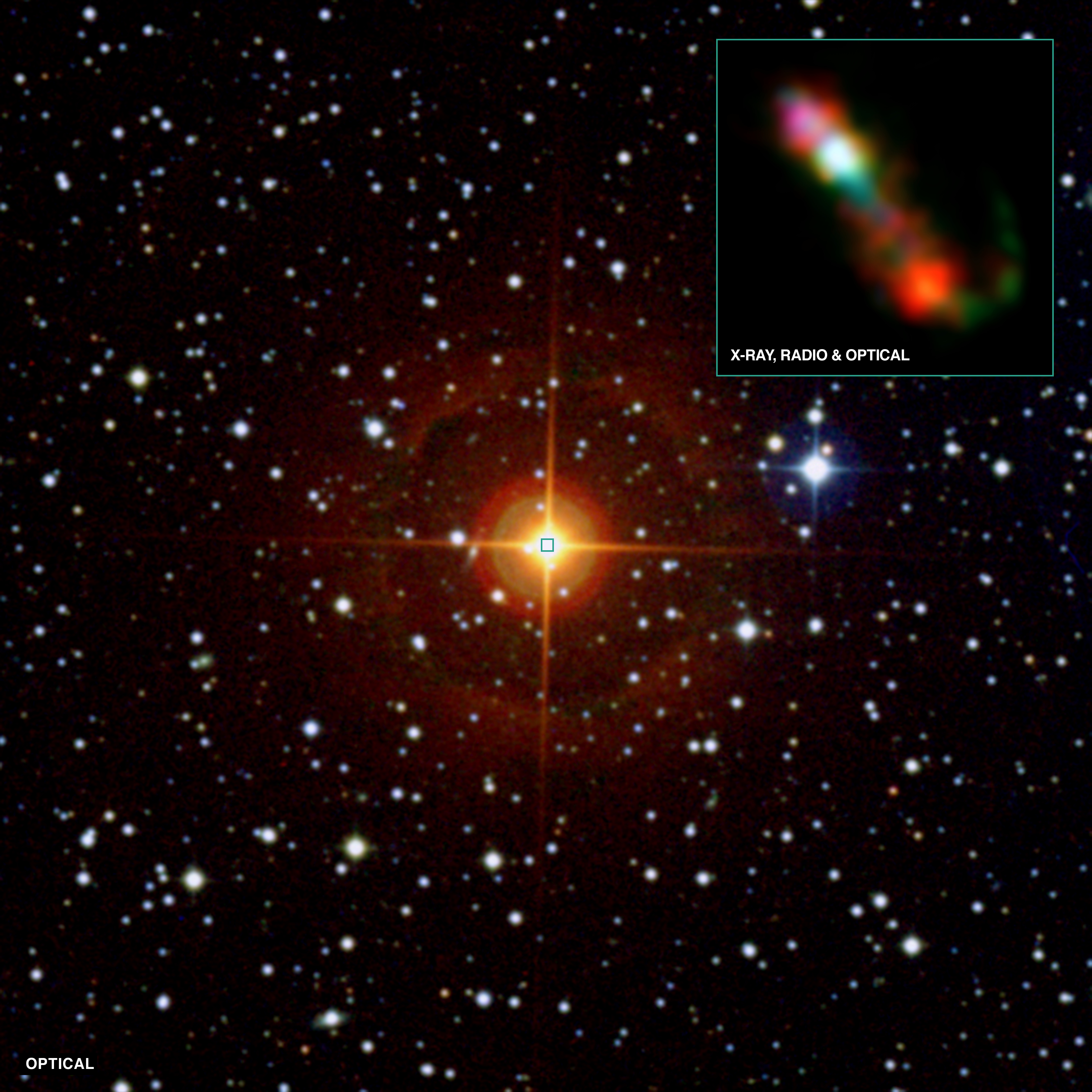

مستعر تكافلي نجوم متغيرة غير منتظمة ثائرة شبية بالمستعر بتفجرات بطئبة تتراوح ذروتها بين 9 و 11 مقادير . يبقى المستعر التكافلي ساطعا كحد أقصى لعقد أو بضعة عقود، ومن ثم يتراجع نحو لمعانة الأصلي. المتغيرات من هذا النوع هي أنظمة نجم مزدوج تتكون من عملاق أحمر واحد، من المحتمل ان يكون متغير ميرا، وقزم أبيض مع تباين طيفي ملحوظ وتقارب خصائصة الضوئية وكتلتة خصائص نجم تكافلي.
العملاق الأحمر يملأ حيز روش الخاص بة حتى تنتقل المادة إلى القزم الأبيض، وتتراكم حتى يحدث ثوران شبة مستعر، والناجم عن اشتعال الإندماج النووي الحراري .تشير التقديرات إلى أن درجة الحرارة العظمى قد تصل إلى 200,000 كلفن، على غرار مصدر طاقة المستعرات، ولكن مختلف عن مستعر قزم..